# 加藤信義
加藤 信義（かとう のぶよし、1894年10月28日 - 1959年4月1日）は、日本の電気工学・電子工学者。工学博士（京都帝国大学）。京都大学名誉教授・電気工学教室同窓会洛友会元副会長。大阪工業大学第2代学長。京都大学・大阪工業大学電子工学科創設者。通産省電子工業審議会元委員・電波技術審議会元委員。電子情報通信学会第34代会長。輻射科学研究会初代理事長。赤外線連合会元会長。日本学術振興会第34特別委員会委員。関西教育工業協会初代副会長。
専門は、電気工学・高周波回路、電気通信・無線工学（特に赤外線・妨害電波）、電子工学・電子顕微鏡。

## 略歴
1894年山口県生まれ。旧姓は蛭子屋。1918年京都帝国大学工科大学電気工学科卒業（指導教授：黎明期の日本の電気工学界を支えた重鎮で電気学会元会長の鳥養利三郎）。同学科講師、電気工学教室を担当。指導した卒業生により信友会が結成される。その後、助教授を経て、1929年同学科教授・工学博士（京都帝国大学）。その間ドイツ・アメリカに留学し、電気通信技術の研究に従事。帰国後、京都大学工学部電気工学教室を担当し、電気工学教室同窓会洛友会副会長に就任。1954年電子工学科を創設、同学科初代教授などを経て、京都大学名誉教授・退官。その後、大阪工業大学工学部電気工学科教授として着任し、1957年大阪工業大学第2代学長。1959年同大学工学部に電子工学科を創設した。同年、逝去。
京都大学工学部にて、40年近くの長きに渡り教鞭を執り、電気工学教室（高周波工学講座)・電子工学第一講座を担当し、電気工学教室同窓会洛友会副会長を務め、いち早く電子工学科を創設するなど、同大学の電気工学・電子工学の発展・育成に大きく貢献した。大阪工業大学では学長を務め、電子工学科の創設および電子顕微鏡の研究育成に貢献した。関西教育工業協会初代副会長も歴任し、アメリカの工業教育に学ぶ一般教育科目と専門科目の両立および教育と研究の両立（産学連携含む）を推進した。
主な所属学会は、電気学会、電子情報通信学会、輻射科学研究会。主な著書は、電子顕微鏡〈第1〉基礎編：電子工学講座（共著、オーム社1956、学術書）、電子顕微鏡〈第2〉鏡体と応用編：電子工学講座（共著、オーム社1956、学術書）、
主な受賞は、電子情報通信学会功労賞(1959)、朝日科学奨励賞(1950)。

## 主な研究
- 関西における赤外線装置の普及現状
- 妨害電波とその防止法
- 高周波加熱装置の普及現状
- 通信並高周波
- 超高圧電子顕微鏡の試作研究
- 電子レンズの收差[9]
- 工業教育の改善に対する感想[7]